# Зельцер, Хаим
Хаим Зельцер (идиш חײם זעלצער‎‎; 2 августа 1910, Кишинёв, Бессарабская губерния — ?) — еврейский поэт и педагог. Писал на идише.

## Биография
Учился в хедере и кишинёвской религиозной школе «Маген-Довид», с преподаванием на иврите. Окончил художественную школу в Кишинёве, затем учился в Бухарестской академии изящных искусств. В годы Великой Отечественной войны — в эвакуации в Средней Азии. С 1948 года жил в Черновцах. В 1973 году эмигрировал в Израиль, где работал учителем.
В 1931 году, вместе с Янклом Якиром и Герш-Лейбом Кажбером основал в Кишинёве литературный журнал «Онзог» (анонс), задуманный как орган группы молодых бессарабских литераторов, которые в скором времени вошли в объединение «Юнг-Румэнье» (Румыния моладая) в Бухаресте; стал ответственным секретарём этого журнала и здесь же дебютировал стихами и рецензиями. В послевоенные годы публиковался в варшавской газете «Фолксштимэ» (Глас народа), с начала 1960-х годов — в московском журнале «Советиш Геймланд». 
После эмиграции публиковал стихи в парижской газете «Найе пресе» (Новая пресса), журналах «Идишкейт» (Еврейская традиция, Лондон), «Дорем-Африке» (Южная Африка, Йоханнесбург), «Голденэ кейт» (Золотая цепочка, Тель-Авив), «Ба зих» (У себя, Тель-Авив), газете «Лецте найес» (Последние новости, Тель-Авив) и других израильских периодических изданиях на идише. Его стихи в ивритских переводах вошли в антологию «Аравот баруах» (Ивы на ветру, антология шель софре бесарабия, Тель-Авив, 1981). Публиковался также на русском языке.
Автор нескольких сборников стихов и поэм. В сборнике «Штерн афн ярид одер Хелем: ди фестунг фун хохмэ» (звёзды на ярмарке, или Хелм: крепость мудрости) переложил в стихотворной форме традиционные истории хелемских «мудрецов».

## Книги
- רו אין רויִנען: לידער און באַלאַדן  (ру ин руинен — покой в руинах: стихи и баллады). Тель-Авив: Менора, 1975. — 174 с.
- פֿון הײמישן ברונעם: לידער און באַלאַדן (фун эймишн брунэм — из родного кладезя: стихи и баллады). Тель-Авив: Исроэл-Бух, 1976. — 153 с.
- אין גרינעם טאָל: לידער און באַלאַדן (ин гринем тол — в зелёной долине: стихи и баллады). Тель-Авив: И.-Л. Перец-фарлаг, 1978. — 123 с.
- שאָטן אין מידבר: לידער און באַלאַדן (шотн ин мидбер: лидер ун баладн — тени в пустыне: стихи и баллады). С предисловием Дова Садана. Тель-Авив: Исроэл-Бух, 1979. — 190 с.
- זיבן פֿון אײן שיף (зибм фун эйн шиф — семеро с одного корабля). Тель-Авив: Исроэл-Бух, 1982. — 93 с.
- שטערן אױפֿן יאַריד אָדער כעלעם: די פֿעסטונג פֿון חכמה (штерн афн ярид одер хелем: ди фестунг фун хохмэ — звёзды на ярмарке). Тель-Авив: Исроэл-Бух, 1985. — 187 с.

## Журнальные публикации
- אָנזאָג: צײַטשריפֿט פֿאַר ליטעראַטור, קונסט און צײַטפֿראַגן (онзог: цайтшрифт фар литэратур, кунст ун цайтфрагн — анонс: периодическое издание по литературе, искусству и насущным проблемам), под редакцией Г. Гайсинера, Г. Вайнштейна и Я. Якира, издательство «Техник» — Кишинёв: М. Дектор, 1931.